# Dombeya catatii
Dombeya catatii är en malvaväxtart som beskrevs av Bénédict Pierre Georges Hochreutiner. Dombeya catatii ingår i släktet Dombeya och familjen malvaväxter. Inga underarter finns listade i Catalogue of Life.